# Fuerzas Armadas de Italia
Las Fuerzas Armadas de la República de Italia se refiere a la totalidad de fuerzas militares, compuestas por el Ejército Italiano (Esercito Italiano), la Marina de guerra (Marina Militare), la Fuerza aérea (Aeronautica Militare) y los Carabineros (Arma dei Carabinieri). En Italia también hay otra fuerza militar llamada Guardia di Finanza, que es un cuerpo militar y de policía.
El mando supremo de las fuerzas armadas lo ostenta el presidente de la República, como se sancionó en el artículo 87 de la Constitución de la República. En este artículo se dice que el presidente «tiene el mando de las fuerzas armadas».
Durante todo el siglo pasado,[cita requerida] el reclutamiento de las fuerzas armadas se realizó a través del mecanismo de leva militar, que ejecuta el artículo 52 de la constitución que aproximadamente dice: «el servicio militar es obligatorio para todos los varones físicamente aptos por un período de doce meses».
El 3 de septiembre de 1999, el Consejo de Ministros aprobó el proceso para alcanzar el final del reclutamiento obligatorio para el año 2005.

## Características
El Ejército Italiano, como la mayoría de los ejércitos, tiene varias normas de obligatorio cumplimiento a la hora del reclutamiento, como por ejemplo, la edad mínima, cifrada en los 18 años, o la necesidad de ser de nacionalidad italiana para alistarse.
Otra característica es la concepción del ejército como un servicio voluntario, si bien no fue así hasta la supresión del servicio militar obligatorio en el año 2005. En la actualidad un total de 26 millones y medio de personas, tanto hombres como mujeres, están disponibles para efectuar el servicio militar opcional, si bien tan solo 20 millones están en condiciones,. puesto que al número total hay que restarle inválidos, enfermos, extranjeros sin permiso para alistarse.
Actualmente, el presupuesto para gastos militares ronda los 30.000 millones de dólares, lo que corresponde al 1.27 % del PIB.

## Ejército italiano

### Composición
El ejército italiano consta en la actualidad de un número aproximado de profesionales de 367 000 efectivos, divididos de la siguiente forma:[cita requerida]
- Unidades operativas: 174 000 reclutas
- Unidades de apoyo: 98 000 reclutas

El ejército italiano es uno de los más avanzados tecnológicamente del mundo, contando entre sus materiales y maquinaria utilizada elementos como los Leopard 1A5 o los vehículos blindados Centauro B1. También dispone de los tanques Ariete y las baterías de artillería PzH 2000, M 109, MLRS (lanzamiento de misiles múltiple) y FH-70 entre otras.
La capacidad operativa del esercito (ejército) italiano es, en términos generales, escasa si la comparamos con otros ejércitos como el estadounidense. En la actualidad el ejército puede poner en combate a un total de 345.000 soldados del total de 367 000. Aun así el ejército italiano se caracteriza por ser uno de los países que más tropas tiene desplegadas en el exterior, con un total de 7600 hombres y mujeres entre fuerzas de combate y observadores:
- Misiones en las que colabora con tropas:
  - Misión EUFOR Althea[7] El contingente italiano está formado por unos 700 soldados. Esta misión está dentro de las operaciones de la OTAN en el marco de la antigua Yugoslavia.
  - Misión Albatros - ONUMOZ:[8] un total de 200 soldados realizan labores humanitarias. El contingente está formado por las brigadas Taurinense y Julia. Se ha producido una retirada continua de las tropas tras la estabilización de la zona.
  - Misión UNMIS - Sudán:[9] Desde el año 2005 está desplegados en Sudán y Kenia el 183° regimiento paracaidista "Nembo" dentro de la fuerza conocida como Task Force "Leone".
  - Misión UNIFIL/Operación "Leonte" - Líbano:[10] Tras la guerra entre Israel e Hezbolá de 2006 Italia envió bajo pedido de la ONU un contingente pacificador formado por más de 2500 hombres y mujeres cuya misión es la desactivación de minas, bombas y otros aparatos explosivos además de colaborar en tareas humanitarias.
- Misiones en las que colabora con observadores:
  - UNMOGIP - India y Pakistán (1949-en curso)
  - UNTSO - Siria, Israel, Líbano, Egipto (1958-en curso)
  - MINURSO - Sahara occidental (1991-en curso)

### Historia
Ejército italiano es el nombre con el cual se conoce al ejército de tierra de Italia desde el decreto firmado el 4 de mayo de 1861 por el ministro Manfredo Fanti. En los primeros años de historia, este cuerpo militar tuvo que hacer frente a problemas como el fuerte vandalismo o la tercera guerra de Independencia italiana. Pese a ello, en 1870 el ejército se moderniza y ocupa Roma, que se convierte en la nueva capital del país.
Entre finales del siglo XIX y principios del XX, el ejército italiano realiza sus primeras misiones internacionales, como son la toma de Libia y la primera guerra etíope.

Emblema del ejército italiano.

En la Primera Guerra Mundial Italia se alió con Francia y Gran Bretaña contra los Imperios Centrales y, tras la derrota de estos, fue proclamada vencedora junto a sus aliados.
Ya en la década de los años treinta, los hechos más conocidos son las intervenciones en la guerra civil española y en la Segunda Guerra Mundial. En la primera contienda las fuerzas italianas colaboran y asesoran al régimen fascista de Franco en contra de la República.
La participación italiana en la II Guerra Mundial está a menudo relacionada con la derrota y la inferioridad técnica.
En un principio el régimen de Mussolini se mantuvo neutral pero, deseoso del poder no alcanzado tras la Gran Guerra, se alió con la Alemania nazi. Fue derrotada en Libia y aniquilada en una Etiopía recién conquistada. Gracias al Afrika Korps de Rommel, Libia fue recuperada pero tras la aniquilación de la fuerza alemana tan solo la península itálica y Albania permanecían bajo poder italiano. Poco después los aliados desembarcaron en Sicilia y contribuyeron a la caída del régimen fascista, que no sería totalmente efectiva hasta 1945 cuando Mussolini fue colgado junto a su amante cerca de la frontera con Alemania.
Tras los desastres de la Segunda Gran Guerra y con la llegada de la democracia y una, al menos aparente, paz mundial, el ejército itálico se fue modernizando poco a poco hasta convertirse en una máquina de guerra de modesto número de soldados pero gran cantidad de material y posibilidades tácticas.

## Marina de guerra

Bandera naval de Italia.

La Marina Militare o Marina de guerra es la rama de las fuerzas armadas encargada de vigilar las aguas territoriales de Italia, así como de proteger las costas de posibles agresiones.

### Composición
La Marina Militare se encarga de la vigilancia, defensa y custodia de las aguas territoriales italianas y de proporcionar apoyo a las tropas desplegadas en territorio extranjero.
La Marina Militare se divide en cinco cuerpos:
- Armi Navale (Armada naval)
- Genio Navale (Ingenieros de combate de la armada)
- Commissariato Militare Marittimo (Intendencia naval)
- Corpo Sanitario (Cuerpo sanitario de la armada)
- Capitanerie di Porto (Cuerpo de guardacostas de la armada)

Algunos de los barcos que utiliza en la actualidad la Marina Militare son:
- Portaaviones (2): Giuseppe Garibaldi (C 551), Cavour (C 550)
- Destructores (4): Clase Orizonte, Clase De la Penne
- Fragatas (15): Clase Maestrale y Clase Soldati
- Buques de asalto anfibio (3): Clase San Giogio, Clase San Giusto
- Corbetas (12): Clase Minerva, Clase Comandanti
- Submarinos (7): Clase U212A, Clase Sauro IV, Clase Sauro III y Clase Sauro II

A su vez la armada utiliza aeronaves (tanto helicópteros como aviones) para el apoyo a los buques de guerra, así como para labores de salvamento marítimo y observación. Los más importantes son:
- AgustaWestland EH101, 22 unidades. Helicóptero naval de origen italo-británico.
- Bell 212, 27 unidades. Helicóptero polivalente estadounidense, con versiones especializadas en la lucha antisubmarina. (AB 212ASW)
- Boeing AV-8 Harrier, 16 unidades. Cazabombardero polivalente de despegue vertical.
- Piaggio P180 Avanti, 3 unidades. Avión de enlace de fabricación y diseño italiano.
- NH-90, 9 unidades. Helicóptero polivalente fabricado en Italia bajo licencia estadounidense.

### Historia
La Marina Militare se creó como tal en 1946, después de la invasión de Italia por parte de los aliados durante la Segunda Guerra Mundial que liberó al país del régimen fascista y propició la renovación de todos sus órganos políticos, judiciales y militares. Entre las estructuras militares que fueron renovadas de cara al nuevo papel estratégico de Italia en el mundo, y como cumplimiento de los tratados de paz que pusieron punto final a la guerra, la Marina Militare sustituyó a la Regia Marina en sus funciones.
Debido a las compensaciones de guerra exigidas por las naciones vencedoras y aceptadas por el nuevo gobierno italiano, la armada italiana se vio obligada a ceder permanentemente gran parte de sus buques, entre ellos tres acorazados, cinco cruceros, siete destructores y ocho submarinos. Esta situación hizo que la Marina Militare tuviera graves carencias de material bélico en comparación con las naciones vecinas.

Emblema de los guardacostas.

Pero el giro dado en el panorama internacional con el telón de acero, que enfrentaba a las dos mayores potencias militares y económicas, permitió que tanto estadounidenses como británicos diesen mayor importancia a la Marina Militare como fuerza aliada de gran ayuda que se encontraba en un área estratégica como lo era el Mar Mediterráneo. Así Italia se hizo miembro de la OTAN en 1949, no pudiendo ejercer todas las labores derivadas de la membresía de dicha organización hasta 1951, cuando todas las naciones occidentales vencedoras de la Segunda Guerra Mundial acordaron poner fin a una parte de las condiciones de paz impuestas a Italia y que limitaban su operatividad militar.
Dentro de la OTAN, fueron asignadas a la Marina Militare labores de control y vigilancia en el Mar Adriático y en el estrecho de Otranto. Estas funciones fueron posibles gracias a acuerdos militares entre Italia y EE. UU. que continúan hasta hoy día.

## Fuerza Aérea Italiana
Aeronautica Militare Italiana (AMIGO) es el nombre de la rama aérea del ejército italiano. Es la heredera del Regia Aeronautica Italiana (Fuerza Aérea Real Italiana), cuyo cambio de nombre se produce en el momento del cambio de régimen en 1946.

### Composición
La Fuerza Aérea está compuesta por unos 50 000 efectivos que trabajan en el ámbito del pilotaje, el apoyo en tierra o las labores de inteligencia. Sus aeronaves más modernas incluyen cazas F-16 y Eurofighters. Otros de los tipos de aeronaves que utiliza son:
| Aeronave                         | Número en servicio | Estatus             | Cometido                              |
| -------------------------------- | ------------------ | ------------------- | ------------------------------------- |
| Aermacchi MB-339A                | 35                 | Activo; 71 jubilado | Entrenamiento, ataque ligero          |
| Aermacchi MB-339PAN              | 15                 | Activo              | Acrobático, entrenamiento             |
| Aermacchi MB-339CD-1             | 15                 | Activo              | Entrenamiento, ataque ligero          |
| Aermacchi MB-339CD-2             | 15                 | Activo              | Entrenamiento, ataque ligero          |
| Siai Marchetti SF-260AM          | 45                 | jubilado            | Entrenamiento                         |
| Aermacchi SF-260EM               | 30                 | jubilado            | Entrenamiento                         |
| Siai Marchetti S.208M            | 45                 | 20 Activo           | Transporte                            |
| General Dynamics F-16AM Block 15 | 30                 | jubilado            | Caza                                  |
| General Dynamics F-16BM Block 10 | 4                  | jubilado            | Entrenamiento                         |
| Eurofighter Typhoon F2           | 78                 | Caza                |                                       |
| Eurofighter Typhoon T1           | 18                 | entrenamiento       |                                       |
| AMX International AMX            | 110                | 42 Activo           | Ataque a tierra (CAS)                 |
| AMX International AMX-T          | 26                 | 10 Activo           | Ataque a tierra duo posto             |
| Panavia Tornado IDS              | 100                | 72 Activo           | Cazabombardero                        |
| Panavia Tornado IT-ECR           | 15                 | Activo              | Cazabombardero antirradar             |
| Alenia C27J Spartan              | 12                 | Activo              | Transporte                            |
| Aeritalia G.222                  | 45                 | jubilado            | Transporte                            |
| Lockheed Martin C-130J           | 22                 | 20 Activo           | Transporte                            |
| Lockheed Martin C-130J30         | 10                 | jubilado            | Transporte                            |
| Boeing KC-767A                   | 4                  | Activo              | Transporte, reabastecimiento en vuelo |
| General Atomics RQ-1A Predator   | 6                  | Activo              | Vigilancia                            |
| General Atomics RQ-9B Reaper     | 6                  | Activo              | Vigilancia y Ataque                   |
| Sikorsky HH-3F                   | 35                 | 20 Activo           | Rescate aéreo                         |
| Sikorsky SH-3D/TS                | 2                  | jubilado            | Transporte VIP                        |
| Agusta Westland AW-139           | 2                  | Activo              | Transporte VIP                        |
| Agusta Westland AW-139           | 12                 | Activo              | Rescate aéreo                         |
| Piaggio Aero P180 Avanti         | 17                 | Activo              | Transporte VIP, entrenamiento         |
| Piaggio Aero P-166 DL3           | 6                  | jubilado            | Transporte                            |
| Breguet Br.1150 Atlantique       | 18                 | 4 Activo            | Lucha antisubmarina (ASW)             |
| Dassault Falcon 50               | 4                  | 2 Activo            | Transporte VIP                        |
| Dassault Falcon 900EX            | 5                  | 4 Activo            | Transporte VIP                        |
| Airbus A.319 CJ                  | 3                  | Activo              | Transporte VIP                        |
| Agusta Bell AB212AM              | 35                 | Activo              | Rescate aéreo                         |
| Hughes NH500E                    | 50                 | 40 Activo           | Entrenamiento, rescate aéreo.         |

### Historia

Escudo de la Aeronautica Militare Italiana.

Bases de la Regia aeronautica italiana en 1943.

Los orígenes de la Fuerza Aérea italiana se remontan a la campaña en Etiopía de 1887-1888, en la cual se emplearon tres aeróstatos de observación de una compañía especializada en ingeniería, que a partir de 1885 habría de crear en el mismo una sección aeronáutica. Esta sección se transformó en 1894 en brigada especializada de Ingeniería y en 1910, en batallón especializado de Ingeniería. Fue esta última unidad, reforzada por la flotilla de los aviadores civiles voluntarios, la que participase en el primer empleo operativo de la fuerza aérea con cuatro aeróstatos, dos dirigibles y 28 aviones en la campaña de Libia de 1911-1912.
Los resultados obtenidos y los argumentos del teórico de la aviación Giulio Douhet llevaron al Ministro de Guerra a desarrollar la fuerza aérea: desde el principio de 1915, las unidades volantes se trasladaron del arma de Ingeniería y constituyeron, siempre en el ejército de tierra italiano, el cuerpo de la fuerza aérea. Se puso en marcha un programa de producción pero las financiaciones fueron insuficientes (4 145 000 liras en 1914-1915) e Italia entró en guerra en 1915 con 86 aviones. A partir de 1916, se reforzó, sin embargo, especializándose en los bombardeos de bases distantes.
Al final de la guerra Italia tenía 1683 aviones, que estuvieron, la mayoría, sin ser utilizados y depositados en aeródromos.
La fuerza aérea italiana participó activamente en la guerra civil española y a causa de la escasa oposición toma conclusiones erróneas. Por ejemplo, el cazador biplano Fiat CR 42 estaba completamente desfasado al principio del conflicto, pero los italianos creían que era tecnología punta. Generalmente, los aviones italianos eran de concepciones antiguas y sufrían graves defectos: falta de potencia de los motores, armamento constituido por simples ametralladoras... Sólo la calidad y el valor de los pilotos y tripulaciones permitieron que la fuerza aérea se distinguiese a veces.

Escarapela de la Aeronautica Militare.

Cuando entró en la Segunda Guerra Mundial en 1940, Italia tenía la fuerza aérea más pequeña entre las tres principales potencias del Eje. Con una fuerza total de 3296 aviones, tan solo 2000 eran aptos para las operaciones, de los cuales sólo 166 eran cazas modernos - el Macchi MC.200 y el Fiat G.50, que era más lento que sus contrapartes Aliados.
Unos 12.000 aviones fueron producidos por la industria bélica italiana entre 1940 y 1943, pero solo 800 estaban operativos en septiembre de 1943. Como consecuencia, menos del 20 % de los pilotos italianos que empezaron la guerra sobrevivieron al final del conflicto.
Tras la Segunda Guerra Mundial, la fuerza aérea italiana fue modernizándose poco a poco, como sucedió con las otras ramas de las fuerzas armadas.

## Carabinieri
Los Carabinieri (en español: carabineros) son la gendarmería nacional de Italia, que también realizan funciones de policía militar. Su nombre italiano es usado como el nombre común de esta fuerza. El nombre oficial completo del cuerpo es Arma dei Carabinieri (Fuerza de carabineros), que era antiguamente llamado el Corpo dei Carabinieri.

Emblema de los Carabinieri.

Históricamente, un carabiniere era un soldado armado con una carabina. Su lema es Nei Secoli Fedele ("Fiel a través de los siglos", pero suele traducirse como "Siempre fiel"). Su misión era el control de la delincuencia y servir a la comunidad enseñándola a respetar la Ley.
El cuerpo fue creado por el rey Víctor Manuel I de Saboya con el fin de proporcionar a Piamonte un cuerpo de policía similar a la Gendarmería francesa. Anteriormente, las funciones policiales estaban en manos de los Dragones de Cerdeña (Dragoni di Sardegna), creado en 1726 y compuesto por voluntarios.
Después de que soldados franceses ocuparan Turín a finales del siglo XVIII y lo abandonaran más tarde al Reino de Saboya-Piamonte, el cuerpo de Carabinieri Reali (Real Carabinieri) se instituyó en virtud de la Regie Patenti (Real Patente) del 13 de julio de 1814.
Tanto como militares como policías, los carabinieri han luchado en todos los conflictos en los que ha participado Italia, sufriendo grandes pérdidas y adjudicándose muchas condecoraciones por valentía.
Los carabineros están particularmente orgullosos de la memoria del brigada Salvo D'Acquisto, que fue ejecutado por los nazis en Palidoro, cerca de Roma, en la Segunda Guerra Mundial, después de haber intercambiado su vida por la vida de ciudadanos inocentes que iban a ser ejecutados en represalia por el asesinato de un soldado alemán. El brigada D'Acquisto se atribuyó falsamente la responsabilidad y fue fusilado por el delito.

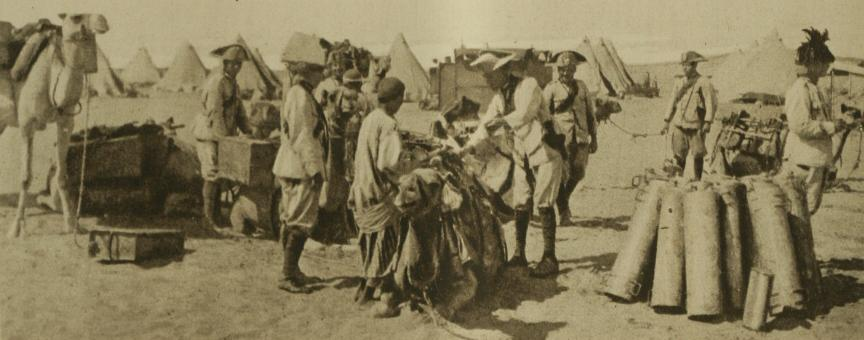
Carabinieris en África.

Los carabineros son ahora un cuerpo armado, poniendo fin a su larga andadura como el primer cuerpo (Arma) del Ejército (Esercito). Es probable que los carabineros se sigan denominando Arma por antonomasia.
En los últimos años, las unidades de carabineros han sido enviadas a misiones de mantenimiento de la paz, incluido Kosovo, Afganistán e Irak. Durante la guerra de Irak en 2003, doce carabineros resultaron muertos en un atentado suicida con bomba en su base de Nasiriya, cerca de Basora, al sur de Irak, en la pérdida de vidas más grande en una sola acción desde la Segunda Guerra Mundial (véase el bombardeo Nasiriya 2003).

## Guardia di Finanza

Emblema de la Guardia di Finanza.

La Guardia di Finanza es una fuerza especial de policía que forma parte de las Fuerzas Armadas de Italia. Es un cuerpo militar dependiente directamente del Ministro de Economía y de Finanzas y del servicio de seguridad pública del Ministerio del Interior. Desarrolla tareas de policía judicial y seguridad pública en el ámbito económico y financiero. La Guardia di Finanza es una fuerza armada y tiene una gran flota aérea y naval para el control de las fronteras italianas. Además tiene una larga historia militar y ha participado en ambas guerras mundiales.
Las principales competencias de la Guardia di Finanza italiana son: el contrabando, el tráfico internacional de droga, la criminalidad financiera, el reciclaje del dinero negro (blanqueo de capitales/lavado de activo), la evasión impositiva, los controles aduaneros, la inmigración clandestina, la falsificación de dinero, las operaciones antimafia, la financiación del terrorismo internacional y la criminalidad informática.

## Operaciones

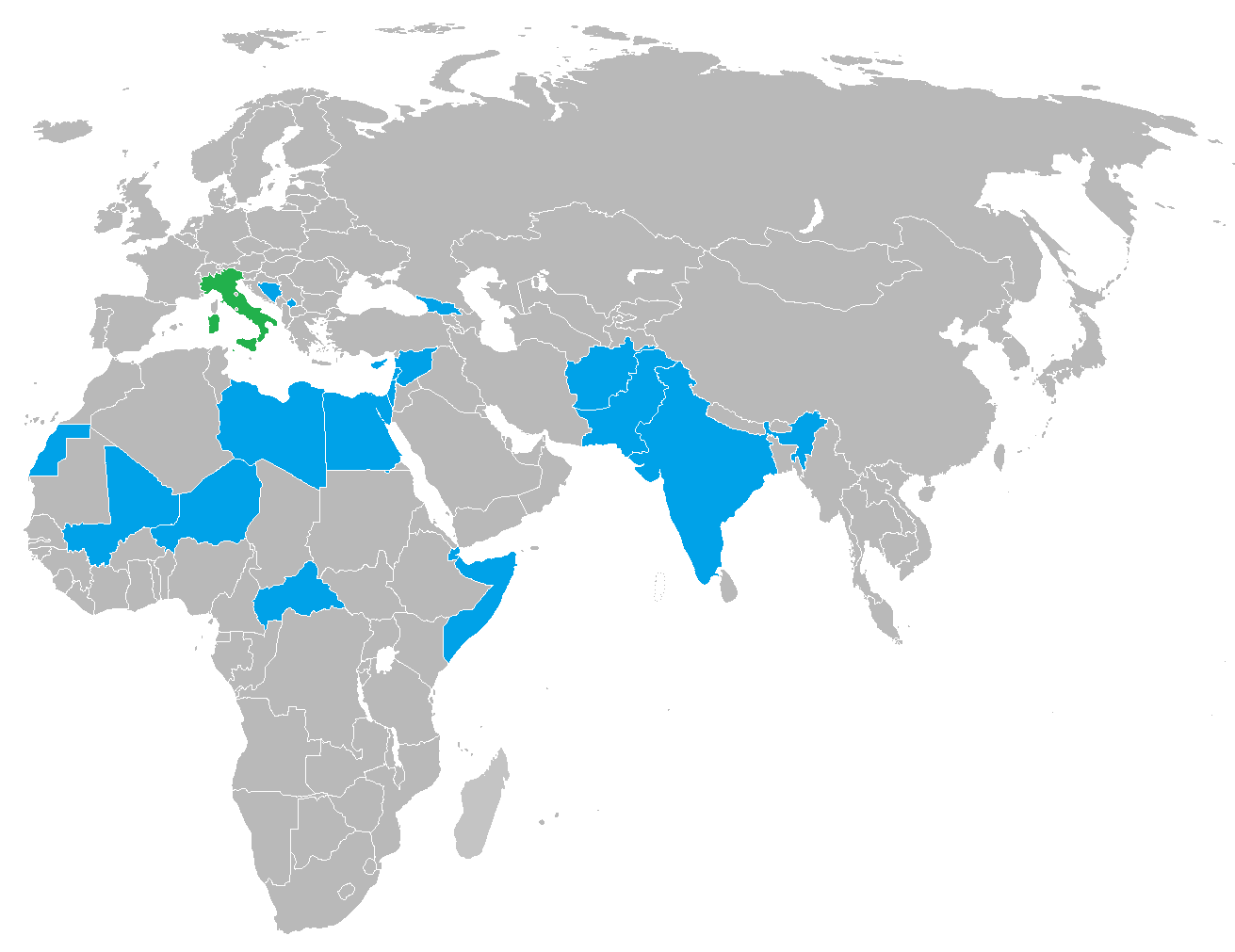
Operaciones en curso de las Fuerzas Armadas de Italia en el marco de Afro-Eurasia.

Tras la derrota en la Segunda Guerra Mundial, los cuerpos del ejército italiano han realizado varias misiones siempre bajo el control de la ONU u otros órganos supranacionales. La mayoría de estas misiones fueron y son del tipo PSO (peace support operations).
Desde 1952 hasta hoy son más de 100 los militares italianos caídos en misión de paz cumpliendo su deber durante operaciones que se desarrollaban fuera de las fronteras nacionales. Las Fuerzas Armadas Italianas participan actualmente en 25 misiones que se desarrollan en 18 países de tres continentes.
Misiones actuales:
 ONU:
- MINURSO (Sahara occidental)
- UNFICYP (Chipre)
- UNMOGIP (frontera indio - pakistaní)
- UNIFIL (Líbano)
- MFO (Egipto)
- UNTSO (Israel)
- UNMIK (Kosovo).

 OTAN:
- KFOR HQ Skopje, HQ Sarajevo, HQ Tirana (Balcanes)
- SNMC SG2 (Mar Mediterráneo)
- ISAF (Afganistán)
- ACTIVE ENDEAVOUR (mar Mediterráneo).

 Unión Europea: 
- EUFOR ALTHEA (Bosnia)
- EUFOR PM (Bosnia)
- EUPOL Kinshasa
- EUSEC DR (El Congo)
- EU AMIS (Sudán)
- EU BAM RAFAH (Gaza).

Italia tiene allí 7600 militares voluntarios en las misiones y, más concretamente:
- Balcanes: alrededor de 2250
- Afganistán: alrededor de 2100
- Líbano: alrededor de 2450
- Bosnia: alrededor de 550
- Ojeadores: alrededor de 260

## Bases extranjeras
Actualmente, las Fuerzas Italianas disponen de varias bases militares alrededor del mundo, entre las cuales podemos mencionar:
- Afganistán - Alrededor de 1450 soldados en la base militar italiana en la provincia de Herat.[19]
- Albania - Esta misión fue específicamente creada para entrenar a militares albaneses, así como también fomentar la cooperación militar y tecnológica entre estas dos naciones. Actualmente su acuartelamiento se encuentra en Tirana.[20]
- Yibuti - BMNS "Base Militare Nazionale di Supporto" (Base Militar Nacional de Ayuda) - 300 Personal Militar, Soldados, etc. Esta base fue especialmente creada para ayudar a combatir la piratería, Sin embargo, también sirve como un punto estratégico para las Fuerzas Armadas Italianas en misiones internacionales.[21][22]
- Emiratos Árabes Unidos - Base Aérea Al Bateen. Abu Dhabi - 100 Soldados. Esta base Aérea, es usada por las Fuerzas Especiales Italianas para el entrenamiento de soldados iraquíes y el aprovisionamiento para misiones de la ISAF en Afganistán.[23][24]
- Malta - "Missione Italiana di Collaborazione nel campo della difesa" (MCCD). El principal objetivo de esta misión es entrenar a militares de las Fuerzas Armadas Maltesas y la cooperación Tecnológica Militar entre Malta e Italia, así como también la posibilidad de futuros proyectos entre estas dos naciones.[25]
- Kuwait – Base Aérea Ahmad al-Jaber[26]
- Libia – Ghat, Libia[27]